# 위험수위
"위험수위"는 1992년에 개봉한 대한민국의 영화이다.

## 캐스팅
- 이대준
- 홍여진
- 남궁원
- 박진희
- 양택조
- 오승원
- 림해림
- 박예숙
- 김유행
- 윤동현
- 김대영
- 김예령
- 이승혁
- 오정철
- 김지선
- 최신화
- 최경화